# Campeonato FIBA Américas de 2003
El Campeonato FIBA Américas de 2003 fue la 11.ª edición del campeonato de baloncesto del continente americano y se disputó en el Coliseo Roberto Clemente de San Juan del 20 de agosto al 31 de agosto de 2003. Este torneo entregó tres plazas para los Juegos Olímpicos de Atenas 2004. Los Estados Unidos (con una selección integrada con jugadores de la NBA) ganaron el torneo en la final ante Argentina. Los albicelestes representaron al continente americano en el FIBA Diamond Ball 2004, dado que EE. UU. (el clasificado original por haber sido el campeón continental) decidió no jugar el torneo.

## Equipos participantes
Compitieron los siguientes países :
| Grupo A                                     | Grupo B                                                                             |
| ------------------------------------------- | ----------------------------------------------------------------------------------- |
| Argentina Canadá México Puerto Rico Uruguay | Brasil República Dominicana Estados Unidos Venezuela Islas Vírgenes Estadounidenses |

## Ronda Preliminar

### Grupo A
| Equipo      | Pts | G | P | PF  | PC  | Dif. |
| ----------- | --- | - | - | --- | --- | ---- |
| Argentina   | 7   | 3 | 1 | 359 | 321 | +38  |
| Canadá      | 7   | 3 | 1 | 377 | 329 | +48  |
| Puerto Rico | 6   | 2 | 2 | 342 | 322 | +20  |
| México      | 6   | 2 | 2 | 313 | 357 | -44  |
| Uruguay     | 4   | 0 | 4 | 290 | 352 | -62  |

20 de agosto de 2003
| Argentina | 89–91 | México      |
| Uruguay   | 78–91 | Puerto Rico |

21 de agosto de 2003
| Uruguay     | 60–91 | Argentina |
| Puerto Rico | 79–89 | Canadá    |

22 de agosto de 2003
| México    | 80–68 | Uruguay |
| Argentina | 94–90 | Canadá  |

23 de agosto de 2003
| Canadá | 90–84 | Uruguay     |
| México | 70–92 | Puerto Rico |

24 de agosto de 2003
| Canadá      | 108–72 | México    |
| Puerto Rico | 80–85  | Argentina |

### Grupo B
| Equipo                         | Pts | G | P | PF  | PC  | Dif. |
| ------------------------------ | --- | - | - | --- | --- | ---- |
| Estados Unidos                 | 8   | 4 | 0 | 432 | 273 | +169 |
| Brasil                         | 7   | 3 | 1 | 376 | 342 | +34  |
| República Dominicana           | 6   | 2 | 2 | 292 | 356 | -64  |
| Venezuela                      | 5   | 1 | 3 | 321 | 356 | -35  |
| Islas Vírgenes Estadounidenses | 4   | 0 | 4 | 278 | 369 | -91  |

20 de agosto de 2003
| Venezuela      | 76–78  | República Dominicana |
| Estados Unidos | 110–76 | Brasil               |

21 de agosto de 2003
| Brasil         | 100–74 | Islas Vírgenes Estadounidenses |
| Estados Unidos | 111–73 | República Dominicana           |

22 de agosto de 2003
| Islas Vírgenes Estadounidenses | 65–69 | República Dominicana |
| Venezuela                      | 69–98 | Estados Unidos       |

23 de agosto de 2003
| Islas Vírgenes Estadounidenses | 55–113 | Estados Unidos |
| Venezuela                      | 89–96  | Brasil         |

24 de agosto de 2003
| Venezuela            | 87–84  | Islas Vírgenes Estadounidenses |
| República Dominicana | 72–104 | Brasil                         |

## Grupo de cuartos de final
Los cuatro mejores equipos de los Grupos A y B avanzan a los cuartos de final. Cada equipo jugó contra los cuatro del otro grupo en forma de liguilla. Los resultados de la fase anterior se tuvieron en cuenta. 
| Equipo               | Pts | G | P | PF  | PC  | Dif. |
| -------------------- | --- | - | - | --- | --- | ---- |
| Estados Unidos       | 16  | 8 | 0 | 824 | 564 | +260 |
| Argentina            | 13  | 5 | 3 | 715 | 658 | +57  |
| Canadá               | 13  | 5 | 3 | 713 | 705 | +8   |
| Puerto Rico          | 13  | 5 | 3 | 657 | 603 | +54  |
| Venezuela            | 12  | 4 | 4 | 668 | 713 | -45  |
| México               | 12  | 4 | 4 | 679 | 734 | -55  |
| Brasil               | 11  | 3 | 5 | 709 | 696 | +13  |
| República Dominicana | 10  | 2 | 6 | 591 | 730 | -139 |

25 de agosto de 2003
| México      | 100–91 | República Dominicana |
| Argentina   | 76–74  | Brasil               |
| Puerto Rico | 84–59  | Venezuela            |
| Canadá      | 71–111 | Estados Unidos       |

26 de agosto de 2003
| Venezuela            | 98–95  | México      |
| Estados Unidos       | 94–86  | Argentina   |
| República Dominicana | 61–94  | Puerto Rico |
| Brasil               | 97–101 | Canadá      |

27 de agosto de 2003
| Canadá      | 78–75 | República Dominicana |
| Argentina   | 92–97 | Venezuela            |
| Puerto Rico | 72–70 | Brasil               |
| México      | 69–96 | Estados Unidos       |

28 de agosto de 2003
| Venezuela            | 93–86 (OT) | Canadá      |
| Brasil               | 92–102     | México      |
| República Dominicana | 72–102     | Argentina   |
| Estados Unidos       | 91–65      | Puerto Rico |

## Semifinal y final
|  | Semifinales                  | Semifinales                  |     |                              | Final                        | Final |  |
|  |                              |                              |     |                              |                              |       |  |
|  |                              |                              |     |                              |                              |       |  |
|  | 30 de agosto de 2003 - 20:00 |                              |     |                              |                              |       |  |
|  | Argentina                    | 88                           |     |                              |                              |       |  |
|  | Canadá                       | 72                           |     |                              |                              |       |  |
|  |                              |                              |     |                              |                              |       |  |
|  |                              |                              |     |                              | 31 de agosto de 2003 - 22:00 |       |  |
|  |                              |                              |     |                              | Argentina                    | 73    |  |
|  |                              | Estados Unidos               | 106 |                              |                              |       |  |
|  |                              |                              |     |                              |                              |       |  |
|  |                              |                              |     |                              |                              |       |  |
|  |                              |                              |     |                              | Tercer lugar                 |       |  |
|  | 30 de agosto de 2003 - 22:00 | 30 de agosto de 2003 - 22:00 |     | 31 de agosto de 2003 - 20:00 | 31 de agosto de 2003 - 20:00 |       |  |
|  | Estados Unidos               | 87                           |     | Canadá                       | 66                           |       |  |
|  | Puerto Rico                  | 71                           |     |                              | Puerto Rico                  | 79    |  |

## Posiciones finales
| Pos.              | Equipo                         | Récord |
| ----------------- | ------------------------------ | ------ |
| Medalla de oro    | Estados Unidos                 | 10-0   |
| Medalla de plata  | Argentina                      | 6-4    |
| Medalla de bronce | Puerto Rico                    | 6-4    |
| 4                 | Canadá                         | 5-5    |
| 5                 | Venezuela                      | 4-4    |
| 6                 | México                         | 4-4    |
| 7                 | Brasil                         | 3-5    |
| 8                 | República Dominicana           | 2-6    |
| 9                 | Uruguay                        | 0-4    |
| 10                | Islas Vírgenes Estadounidenses | 0-4    |

|  | Clasificados a los Juegos Olímpicos de Atenas 2004 |